# Prison ouverte

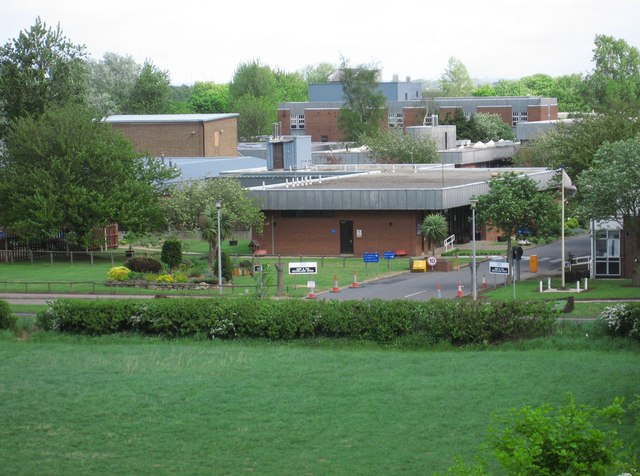
La prison de Hatfield, dans le Yorkshire.

Une prison ouverte ou établissement ouvert est un centre de détention qui se caractérise par le fait que « les mesures préventives contre l'évasion ne résident pas dans des obstacles matériels tels que murs, serrures, barreaux ou gardes supplémentaires ».
Ce modèle de prison est assez fréquent dans les pays scandinaves, le Danemark compte par exemple 8 établissements de ce type sur les 13 centres pénitentiaires du pays. La Russie en compte 125. En France, le seul établissement de ce type est le centre de détention de Casabianda en Corse. Certaines prisons ouvertes peuvent être des îles, comme ʻAtā aux Tonga.